# كلايد سنو
كلايد سنو (بالإنجليزية: Clyde Snow)‏ هو عالم إنسان أمريكي، ولد في 7 يناير 1928 في فورت وورث في الولايات المتحدة، وتوفي في 16 مايو 2014 في نورمان في الولايات المتحدة.